# Elecciones municipales de Cajamarca de 1963
Las elecciones municipales de Cajamarca de 1963 se llevaron a cabo el 15 de diciembre de 1963 para elegir al alcalde y al Concejo Provincial del Cajamarca para el periodo 1964-1966. La elección se celebró simultáneamente con elecciones municipales en todo el país. Por primera vez en la historia del Perú, las autoridades locales fueron elegidas por voto universal alfabeto y directo.

## Sistema electoral
La Municipalidad Provincial de Cajamarca es el órgano administrativo y de gobierno de la provincia de Cajamarca. Está compuesta por el alcalde y el Concejo Provincial.
La votación del alcalde y el concejo se realiza en base al sufragio universal alfabeto, que comprende a todos los ciudadanos nacionales mayores de veintiún años, empadronados y residentes en la provincia de Cajamarca y en pleno goce de sus derechos políticos.
El Concejo Provincial de Cajamarca está compuesto por 14 concejales elegidos por sufragio directo para un período de tres (3) años, en forma conjunta con la elección del alcalde (quien lo preside). La votación es por lista cerrada y bloqueada. Se asigna a la lista ganadora los escaños según el método d'Hondt.

## Partidos y candidatos
A continuación se muestra una lista de los principales partidos y alianzas electorales que participaron en las elecciones:
| Candidatura | Candidatura | Partidos y alianzas | Candidatos | Candidatos              | Ideología                                           | Ref. |
| ----------- | ----------- | --- | ---------- | ----------------------- | --------------------------------------------------- | ---- |
|             | AP–DC       | Lista - Alianza Acción Popular - Democracia Cristiana (AP–DC) – Acción Popular (AP) – Partido Demócrata Cristiano (DC)                          |            | Ciro Arribasplata Bazán | Liberalismo Humanismo Democracia cristiana          |      |
|             | APRA–UNO    | Lista - Coalición Partido Aprista Peruano - Unión Nacional Odriísta (APRA–UNO) – Partido Aprista Peruano (APRA) – Unión Nacional Odriísta (UNO) |            | Miguel Jave Rodríguez   | Aprismo Conservadurismo social Populismo de derecha |      |

## Resultados

### Sumario general
|                        |                                                                        |              |              |              |            |            |
| Partidos y coaliciones | Partidos y coaliciones                                                 | Voto popular | Voto popular | Voto popular | Concejales | Concejales |
| Partidos y coaliciones | Partidos y coaliciones                                                 | Votos        | %            | +/−          | Total      | +/−        |
|                        | Coalición Partido Aprista Peruano - Unión Nacional Odriísta (APRA–UNO) | 7,928        | 57.78        | n/a          | 8          | n/a        |
|                        | Alianza Acción Popular - Democracia Cristiana (AP–DC)                  | 5,792        | 42.22        | n/a          | 6          | n/a        |
|                        |                                                                        |              |              |              |            |            |
| Total                  | Total                                                                  | 13,720       |              |              | 14         | n/a        |
|                        |                                                                        |              |              |              |            |            |
| Votos válidos          | Votos válidos                                                          | 13,720       | 90.08        | n/a          |            |            |
| Votos en blanco        | Votos en blanco                                                        | 825          | 5.42         | n/a          |            |            |
| Votos nulos            | Votos nulos                                                            | 686          | 4.50         | n/a          |            |            |
| Votos emitidos         | Votos emitidos                                                         | 15,231       | 88.03        | n/a          |            |            |
| Abstenciones           | Abstenciones                                                           | 2,072        | 11.97        | n/a          |            |            |
| Votantes registrados   | Votantes registrados                                                   | 17,303       |              |              |            |            |
|                        |                                                                        |              |              |              |            |            |
| Fuente:                |                                                                        |              |              |              |            |            |

### Concejo Provincial de Cajamarca
| Cargo                            | Autoridad electa            | Partido político | Partido político   |
| -------------------------------- | --------------------------- | ---------------- | ------------------ |
| Alcalde Provincial de Cajamarca  | Miguel Jave Rodríguez       |                  | Coalición APRA-UNO |
| Concejal Provincial de Cajamarca | Alcíbiades Horna Figueroa   |                  | Coalición APRA-UNO |
| Concejal Provincial de Cajamarca | Juan Toledo Salazar         |                  | Coalición APRA-UNO |
| Concejal Provincial de Cajamarca | Rolando Centurión Muñoz     |                  | Coalición APRA-UNO |
| Concejal Provincial de Cajamarca | Homero Sánchez Bardales     |                  | Coalición APRA-UNO |
| Concejal Provincial de Cajamarca | Julio Malca Cruzado         |                  | Coalición APRA-UNO |
| Concejal Provincial de Cajamarca | Gilmer Delgado Azañero      |                  | Coalición APRA-UNO |
| Concejal Provincial de Cajamarca | Wilson Rojas Rojas          |                  | Coalición APRA-UNO |
| Concejal Provincial de Cajamarca | José Chanco Limaco          |                  | Coalición APRA-UNO |
| Concejal Provincial de Cajamarca | Carlos Trigoso Portocarrero |                  | Alianza AP-DC      |
| Concejal Provincial de Cajamarca | Edgardo Sánchez Zevallos    |                  | Alianza AP-DC      |
| Concejal Provincial de Cajamarca | Jacob Tejada Becerra        |                  | Alianza AP-DC      |
| Concejal Provincial de Cajamarca | José Sánchez Aliaga         |                  | Alianza AP-DC      |
| Concejal Provincial de Cajamarca | Humberto Velásquez Alcorta  |                  | Alianza AP-DC      |
| Concejal Provincial de Cajamarca | Segundo Barón Fernández     |                  | Alianza AP-DC      |

## Elecciones municipales distritales

### Sumario general
| Partidos y coaliciones | Partidos y coaliciones                                                 | Voto popular | Voto popular | Voto popular | Alcaldías | Alcaldías |
| Partidos y coaliciones | Partidos y coaliciones                                                 | Votos        | %            | +/−          | Total     | +/−       |
| ---------------------- | ---------------------------------------------------------------------- | ------------ | ------------ | ------------ | --------- | --------- |
|                        | Coalición Partido Aprista Peruano - Unión Nacional Odriísta (APRA–UNO) | 5,324        | 69.42        | n/a          | 11        | n/a       |
|                        | Alianza Acción Popular - Democracia Cristiana (AP–DC)                  | 2,345        | 30.58        | n/a          | 3         | n/a       |
|                        |                                                                        |              |              |              |           |           |
| Total                  | Total                                                                  | 7,669        |              |              | 14        | n/a       |
|                        |                                                                        |              |              |              |           |           |
| Votos válidos          | Votos válidos                                                          | 7,669        | 91.22        | n/a          |           |           |
| Votos en blanco        | Votos en blanco                                                        | 419          | 4.98         | n/a          |           |           |
| Votos nulos            | Votos nulos                                                            | 319          | 3.79         | n/a          |           |           |
| Votos emitidos         | Votos emitidos                                                         | 8,407        | n/d          | n/a          |           |           |
| Abstenciones           | Abstenciones                                                           | n/d          | n/d          | n/a          |           |           |
| Votantes registrados   | Votantes registrados                                                   | n/d          |              |              |           |           |
|                        |                                                                        |              |              |              |           |           |
| Fuente:                |                                                                        |              |              |              |           |           |

### Resultados por distrito
La siguiente tabla enumera el control de los distritos de la provincia de Cajamarca.
| Distrito           | Alcalde(sa) electo(a)          | Partido político | Partido político   |
| ------------------ | ------------------------------ | ---------------- | ------------------ |
| Asunción           | Guillermo Dobbertin M.         |                  | Coalición APRA-UNO |
| Chetilla           | Carlos Mendoza Terán           |                  | Alianza AP-DC      |
| Cospán             | Luis Arrestegui Alcántara      |                  | Coalición APRA-UNO |
| Encañada           | José Pajares Bringas           |                  | Coalición APRA-UNO |
| Ichocán            | Leoncio Chávez Carrera         |                  | Coalición APRA-UNO |
| Jesús              | Luis Delgado Rojas             |                  | Coalición APRA-UNO |
| Llacanora          | Leoncio Linares Salazar        |                  | Coalición APRA-UNO |
| Los Baños del Inca | Belisario Ravines Villacorta   |                  | Coalición APRA-UNO |
| Magdalena          | José Cedrón Guarniz            |                  | Alianza AP-DC      |
| Matara             | César Araujo Cabrera           |                  | Coalición APRA-UNO |
| Namora             | Santiago Huaccha Cerquin       |                  | Coalición APRA-UNO |
| San Juan           | Julio Correa Ortiz             |                  | Coalición APRA-UNO |
| San Marcos         | Pedro Acosta Paredes           |                  | Coalición APRA-UNO |
| San Pablo          | Marcelino Castañeda Villoslada |                  | Alianza AP-DC      |